# 草珠黄耆
草珠黄耆（学名：Astragalus capillipes）是豆科黄芪属的植物，为中国的特有植物。分布在俄罗斯以及中国大陆的陕西、山西、内蒙古、河北等地，生长于海拔600米至2,450米的地区，常生于河谷沙地、向阳山坡及路旁草地，目前尚未由人工引种栽培。

## 别名
毛细柄黄耆（中国主要植物图说 豆科）